# Júlio César (1980)
Júlio César (nacido el 12 de mayo de 1980) es un exfutbolista brasileño que se desempeñaba como centrocampista.
Jugó para clubes como el Verdy Kawasaki, São Caetano, Juventude, Caxias do Sul, Gama, Mogi Mirim y Criciúma.

## Trayectoria

### Clubes
| Club                | País   | Año         |
| ------------------- | ------ | ----------- |
| Verdy Kawasaki      | Japón  | 1999        |
| Osasco              | Brasil | 2004 - 2005 |
| Portuguesa Santista | Brasil | 2005        |
| São Caetano         | Brasil | 2005 - 2006 |
| Juventude           | Brasil | 2007        |
| Caxias do Sul       | Brasil | 2008        |
| Gama                | Brasil | 2008        |
| Mogi Mirim          | Brasil | 2009        |
| Caxias do Sul       | Brasil | 2009        |
| Noroeste            | Brasil | 2009 - 2011 |
| Criciúma            | Brasil | 2010        |
| Marília             | Brasil | 2011        |
| Icasa               | Brasil | 2011        |
| Ferroviária         | Brasil | 2012        |